# محمد فلاح
محمد فلاح والیبالیست ایرانی عضو تیم ملی والیبال مردان ایران و باشگاه والیبال شهرداری ارومیه است.

## فعالیت
او همراه با تیم ملی جوانان ایران در مسابقات قهرمانی آسیا به میزبانی ارومیه، به مقام سوم رسید. فلاح به دعوت پیمان اکبری عضو تیم ملی امید ایران شد و همراه این تیم به رقابت‌های قهرمانی آسیا رفت. ایران توانست در این مسابقات عنوان قهرمانی را از آن خود کند و به مسابقات قهرمانی جهان راه یابد. محمد فلاح برای مسابقات جهانی همراه تیم ملی به امارات رفت، اما در دور مقدماتی از ناحیه مچ پا مصدوم شد و بازی‌ها را از دست داد.